# Schloss Kirchenreinbach

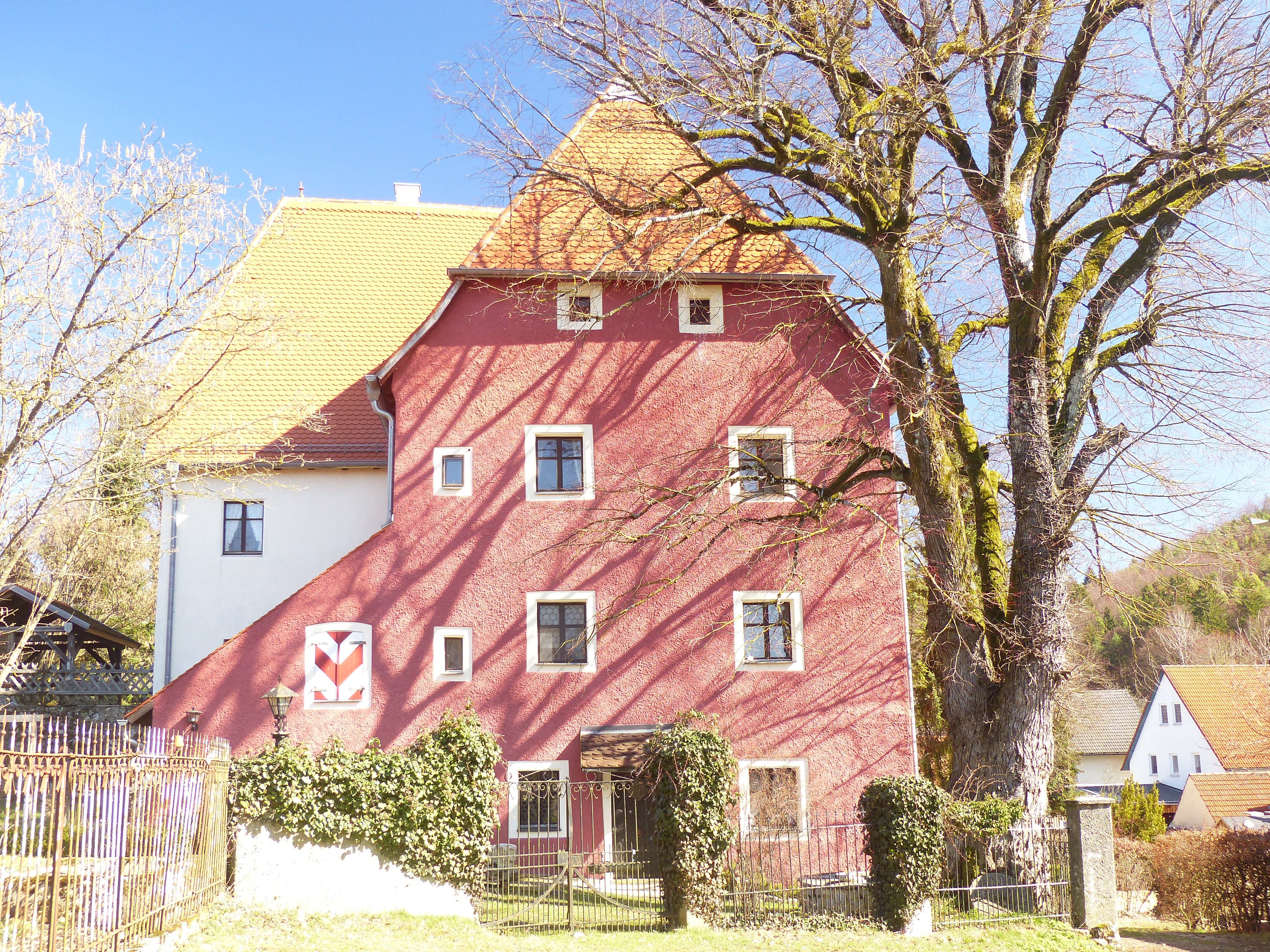
Schloss Kirchenreinbach

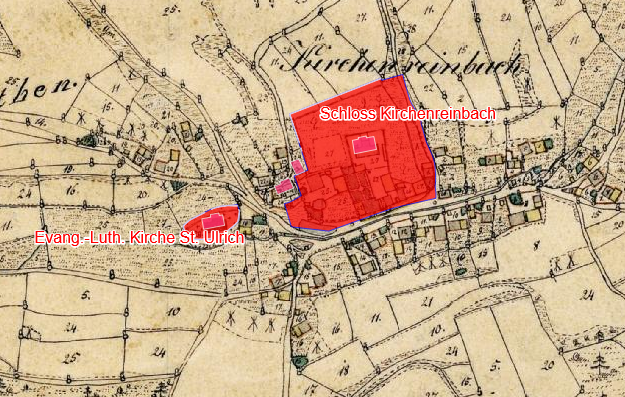
Lageplan von Schloss Kirchenreinbach auf dem Urkataster von Bayern

Das Schloss Kirchenreinbach ist ein Schloss im Gemeindeteil Kirchenreinbach der Gemeinde Etzelwang im Oberpfälzer Landkreis Amberg-Sulzbach von Bayern und ist unter der Aktennummer D-3-71-140-12 als Baudenkmal verzeichnet. „Archäologische Befunde des Mittelalters und der frühen Neuzeit im Bereich des ehem. Schlosses von Kirchenreinbach, zuvor mittelalterliche Burg“ werden zudem als Bodendenkmal unter der Aktennummer D-3-6435-0049 geführt.

## Geschichte
1383 ist hier Friedrich von Kemnath als der Inhaber von Kirchenreinbach beglaubigt; seiner Familie war 1354 auch die Burg Hauseck verliehen worden. Das Schloss dürfte aber älter sein. In einer Schenkungsurkunde an das Kloster Engelthal aus dem Jahr 1268 wird ein Otto de Ravmpach (Kirchenreinbach) genannt. Dies berechtigt zur Annahme, dass es bereits damals einen Sitz eines Ortsadeligen in Kirchenreinbach gegeben hat.
In zeitlicher Folge erhalten von den pfälzischen Herzögen Eberhard Bernsteiner (1448), Christoff Scharffenberger (1463) aus der Familie der Scharfenberger, die in der Burg Scharfenberg ihren Stammsitz hatten und auch das Schloss Ursensollen besaßen, Hans Brandner und Kaspar Zerer (1467) über Kirchenreinbach Lehenbriefe. 1484 gibt Heinrich von Freudenberg dem Sebastian Kraghan den halben Zehent von Kirchenreinbach als Lehen. Sebastian Kraghan ist von 1514 bis 1541 als hiesiger Landsasse in der Landtafel beglaubigt. Seit 1541 ist hier Sigmund Eisen, herzoglicher Landschreiber zu Neuburg an der Donau, und 1546 folgen die Herzöge von Pfalz-Neuburg, Ottheinrich und Philipp. 1557 wird hier Jobst von Brand auf Neidstein genannt. 1576 erhält der Nürnberger Bürger Anton von Mühlholz von Pfalzgraf Philipp Ludwig den Kirchtagsschutz, etliche Güter und den halben Zehent von Kirchenreinbach als Lehen. In der Kirche St. Ulrich von Kirchenreinbach sind Epitaphe dieser Familie angebracht. Von der Familie Mühlholz, deren männliche Mitglieder wichtige Funktionen in der Pfalz-Sulzbachschen Verwaltung eingenommen hatten, geht die Hofmark mitsamt dem Niedergericht an Jakob von Sonnenburg über. 1809 ist das Patrimonialgericht von Kirchenreinbach im Landgericht Sulzbach noch in der Hand des Jakob von Sonnenburg. Die Gerichtsbarkeit wird 1848 an den Staat abgetreten. In der Liste über die bestehenden Gemeinden im Landgericht Sulzbach wird am 30. Juni 1818 auch Kirchenreinbach genannt; 1818 kommt Rupprechtstein zu Kirchenreinbach.
Unter der Familie von Sonnenburg kam die Hofmark auf die Gant und  musste von Ritter Falkner von Sonnenburg 1848 an die Brauerei Müller verkauft werden. Diese teilte das Schloss 1877 in einen östlichen und westlichen Teil auf. Der östliche Teil befand sich bis 2007 in Privatbesitz. Der westliche Teil wurde von der protestantischen Schulgemeinde gekauft und diente von 1877 bis 1974 als Schulhaus. Den letzten Bewohnern des Schlosses, der Familie Wallfahrer und dem Lehrer Otto Spacil und seiner Ehefrau Edeltraud ist es zu verdanken, dass das Schloss eine umfangreiche Ausstattung an antiken Möbeln und Einrichtungsgegenständen aufweist. Die Ausstattung wird durch seine Sammlung von historischen Geräten und Werkzeug aus Haushalt, Landwirtschaft und Handwerk ergänzt.
Bei dem Einmarsch der US-Armee, eine SS-Einheit hatte noch sinnlosen Widerstand geleistet, wurde das Schloss 1945 beschossen und stark beschädigt. Es wurde aber in seiner ursprünglichen Form wieder aufgebaut.
Im Jahr 2007 wurde bekannt, dass der Eigentümer des Westflügels des Schlosses seinen Besitz veräußern wolle (der Ostflügel war bereits im Eigentum der Gemeinde Etzelwang). Die Dorfgemeinschaft regte daraufhin den Kauf durch die Gemeinde an und die Gemeinde Etzelwang erwarb im Herbst 2007 auch den Westflügel einschließlich des bestehenden Gartens. Der stark verwilderte Garten wurde neu gestaltet und als öffentlich zugänglicher Kräutergarten angelegt.

## Baulichkeit
Das Schloss ist ein dreigeschossiger Putzbau mit einem Halbwalmdach, der im Kern auf das 14./15. Jahrhundert zurückgeht. Die äußere Form des Schlosses stammt aus dem 16. Jahrhundert. Damals wurde das Hauptgebäude um zwei Anbauten nach Osten und nach Norden erweitert und von daher stammen auch die ungleich verteilten Fensterreihen im Schloss; die Fenster sind teilweise mit Butzenscheiben ausgestattet. Ein mit einer Treppe versehenes rundbogiges Portal führt in das Gebäude. Das noch erhaltene und mit antikem Mobiliar ausgestattete Gerichtszimmer dient heute auch als Wahllokal für die Kirchenreinbacher.
Aus dem Mittelalter stammen die noch erhaltenen Teilstücke der Einfriedungsmauer. Im Bereich der ehemaligen Burg und des Schlosses sind auch archäologische Befunde des Mittelalters und der frühen Neuzeit gesichert.